# Alpheus japonicus
Alpheus japonicus is een garnalensoort uit de familie van de Alpheidae. De wetenschappelijke naam van de soort is voor het eerst geldig gepubliceerd in 1879 door Miers.